# Sitona cinerascens
Sitona cinerascens är en skalbaggsart som först beskrevs av Olof Immanuel von Fåhraeus 1840.  Sitona cinerascens ingår i släktet Sitona, och familjen vivlar. Enligt den svenska rödlistan är arten otillräckligt studerad i Sverige. Arten förekommer på Öland. Artens livsmiljö är jordbrukslandskap.